# 伊恩·斯塔德
伊恩·斯塔德（英語：Ian Studd，1943年—），新西兰男子田径运动员，主攻中长跑。他曾代表新西兰参加1966年大英帝国和英联邦运动会田径比赛，获得男子1英里铜牌。